# Frente de Acción Islámica
El Frente de Acción Islámica (FAI) o جبهة العمل الإسلامي (en arabe). Es una organización política y religiosa que opera en varios países de mayoría musulmana. El FAI se enfoca en promover la aplicación de la ley islámica (sharia) y defender los derechos de los musulmanes.

## Historia
El Frente de Acción Islámica es una organización política y religiosa que se creó en Jordania en 1992 como una rama del movimiento los Hermanos Musulmanes en el país. Sus fundadores fueron un grupo de activistas y líderes religiosos jordanos que se inspiraron en la ideología de los Hermanos Musulmanes, fundada por Hassan al-Banna en Egipto en 1928. Algunos de sus fundadores fueron Ahmed Azaida un ingeniero, Dr. lshaq Farhan político y lider religioso, y Abdul Latif Arabiyat lider religioso y político.
El FAI se enfoca en promover la aplicación de la ley islámica (Sharia) y defender los derechos de los musulmanes en Jordania y otros países de mayoría musulmana punto a lo largo de los años el FAI ha participado en la política en la sociedad civil jordana, y ha participado en la política, ya he trabajado para promover la educación y la conciencia islámica.
El FAI ha sido la fuerza importante en la política jornada, y ya ha tenido representación en el parlamento del país. Sin embargo, también a enfrentado desafíos y controversias, incluyendo la represión gubernamental y la crítica de grupos seculares y liberales.
A pesar de estos desafíos, el FAI sigue siendo una organización influyente en Jordania y otros países de mayoría musulmana, y continúa trabajando para promover sus objetivos y defender los derechos de los musulmanes.